# سفيد كمرة (بوئين)
سفید کمرة (بالفارسية: سفیدکمره) هي قرية تقع في إيران في قسم بوئین الريفي. يقدر عدد سكانها بـ 80 نسمة بحسب إحصاء 2016.